# Alkanoly

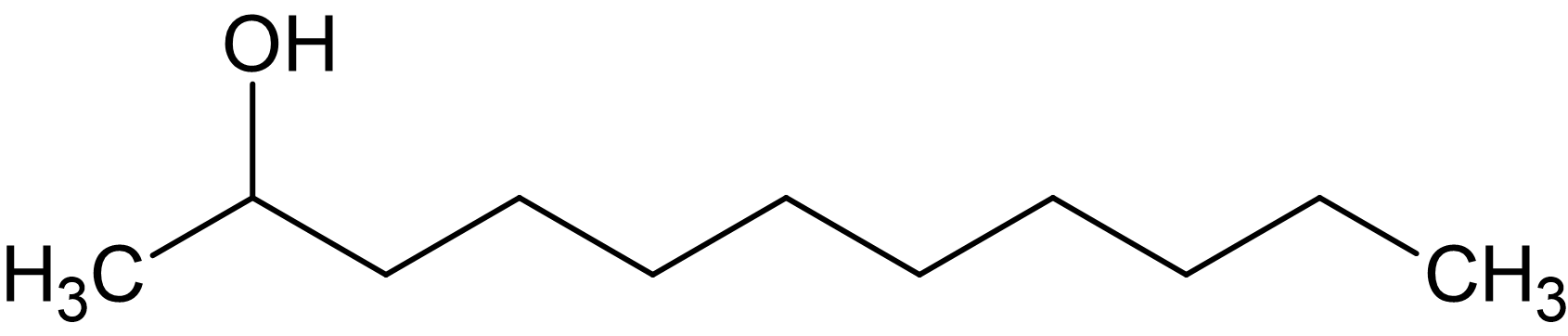
2-undekanol

Alkanoly jsou alifatické alkoholy, které mají mezi atomy uhlíku pouze jednoduché vazby (Dvojné vazby se nacházejí v alkenolech, trojné v alkynolech). Jsou odvozené od alkanů. Mohou obsahovat jednu i více hydroxylových skupin.

## Příklady

### Jednosytné alkanoly
- methanol
- ethanol
- propanol
  - 1-propanol
  - 2-propanol
- butanol
- pentanol
- hexanol
- heptanol

### Dvojsytné
- ethan-1,2-diol
- propan-1,2-diol
- propan-1,3-diol

### Trojsytné
- glycerol